# Scotopteryx moeniata
Scotopteryx moeniata là một loài bướm đêm thuộc họ Geometridae. Nó được tìm thấy ở hầu hết châu Âu ngoại trừ phía bắc. Nó cũng được tìm thấy ở Cận Đông.
Nó không còn hiện diện ở Hà Lan và là loài hiếm ở Bỉ. 
Sải cánh dài 28–32 mm. Con trưởng thành bay từ giữa tháng 7 to the beginning of tháng 9. Có một lứa một năm.
Ấu trùng ăn nhiều loài Cytisus.